# 珍妮弗·琼斯 (冰壶运动员)
珍妮弗·琼斯（英語：Jennifer Jones，1974年7月7日—），加拿大女子冰壶运动员。她曾代表加拿大获得2014年冬季奥运会女子冰壶比赛金牌。她也曾获得2008年和2018年世界女子冰壶锦标赛冠军。